# Distrito de Cañazas
El distrito de Cañazas es una de las divisiones que conforma la provincia de Veraguas, situado en la República de Panamá. Con su lema "La tierra del Oro" Cañazas se distingue entre los distritos de la Provincia de Veraguas por ser el tercero de mayor pujanza comercial, apoyado en las actividades agrícolas, ganaderas, la minería, las comunicaciones y la generación de energía eléctrica.

## Geografía
Altitud, media 205 msnm, Latitud
8.13333, Longitud -80.70000

### Clima
El clima de Cañazas ha variado mucho en los últimos años y se mantiene variable. Durante la estación lluviosa se manifiesta agradable y fresco. Durante la estación seca la frescura se acentúa gradualmente durante los meses de diciembre, enero y febrero. Es común ver neblina y bajareque durante la madrugada y las primeras horas de la mañana. La temperatura media anual se encuentra en 25.1 °C. La precipitación es de 3207 mm al año.

### Orografía
Atravesado por la cordillera central está el distrito de Cañazas, en el laberinto alto y montañoso de Veraguas; él pueblo de Cañazas esta asentada sobre un valle rodeado de cerros y montañas, entre los que destacan el Cerro Viejo y Cerro San Javier. Su cumbre más elevada la ostenta el Cerro Mejaipe o Mejai con 6,000 pies de altura, medido por el geodésico venezolano Jaime Medina. Siguen en importancia Cerro Virigua, Pan de Azúcar, Horqueta, Picacho, Peña del Cristo, Cobrizo, Cerro Viejo, el Cerro San Javier, Sogo, Guacamaya, Gavilán, Cerro Pelón, el Cerro Alto la mina y otros.

### Hidrografía
La conforman principalmente los ríos Cañazas, San Pablo y Corita. 
Los aspectos hidrográficos de Cañazas están relacionados con la presencia y dominio de la cordillera central. 
En general la hidrografía, así como toda la red conformada por todos los grandes ríos, riachuelos y cauces superficiales. 
El distrito de Cañazas se reparte su territorio entre dos cuencas hidrográficas: Cuenca del río San Pablo que se encuentran en la vertiente oeste, destacando en esta la cuenca del río Cañazas. 
La red hidrográfica se caracteriza por tener cursos de agua de gran trayecto, al ser ríos que deben salvar fuertes desniveles y alcanzan mucha velocidad. 
Entre estos ríos podemos mencionar el río Oí, el Tabaquí, el Piedra, el Tebé, el Vale, etc. En la vertiente del este destacan el río Higuí y la cuenca del río Corita.

### Ubicación
Ubicada en la región noroeste de la Provincia de Veraguas, la cordillera central que atraviesa el distrito, generando un relieve agreste en la región norte y multiplicidad de llanuras fértiles en la región sur del distrito.

### Población
Cañazas tiene una población de 20 mil habitantes, según el Censo de 2010.

## Límites
Los límites del Distrito de Cañazas son: 
•	Al Norte: con la comarca Ngobe Bugle 
•	Al Sur: con los distritos de Las Palmas, La Mesa y Santiago 
•	Al Este: con los distritos de San Francisco y Santa Fe. 
•	Al Oeste: con el distrito de Las Palmas y el distrito de Ñurun de la Comarca Ngobe Bugle. 

## Toponimia
Según cuentan las personas, el nombre de Cañazas proviene de la gran abundancia de montañas de bambú delgado y silvestre que existían en el lugar a la llegada de los primeros exploradores españoles en 1757 y que regionalmente se conoce con el nombre de cañaza.

## Historia
El sitio del actual poblado de Cañazas fue descubierto y establecido en 1757 por los primeros exploradores españoles que llegaron a estas tierras con el gobernador de Tierra Firme. Según Pedro J. Mérida, Cañazas fue fundada a instancias del gobernador de Tierra Firme, Don Manuel Montrano en 1757, con el nombre de San Francisco Javier de Cañazas.
Como quiera que los españoles establecieron la costumbre de poner nombres a los lugares a los que llegaban teniendo en cuenta el nombre del santo correspondiente al día en que arribaban, este lugar fue bautizado como San Francisco Javier de Cañazas, porque llegaron precisamente el 3 de diciembre, cuando se celebra la fiesta de este santo. 
En 1783, los indios atacaron y devastaron la población de Cañazas, así como otros pueblos de Veraguas y Chiriquí. 
La primera escuela que se estableció en Cañazas inició sus labores en 1853. En 1912 se procedió a la construcción de la torre y el templo, y fue don Juan Bautista Brea la persona que más se interesó en estos trabajos. Hoy día, se cuenta con una torre nueva y una iglesia totalmente remozada, después de la caída de la torre vieja. El 16 de agosto de 1963 se inauguró el trayecto para vehículos desde la vía Panamericana hasta Cañazas. El 28 de diciembre de 1971, el general Omar Torrijos Herrera firmó el contrato para la construcción de asfalto de la carretera hacia Cañazas. El 11 de mayo de 1974 se inauguró la obra, y estuvieron presentes el presidente Demetrio Basilio Lakas y el ministro de Obras Públicas de esa época, Edwin Fábrega. El honor de corte de la cinta se le concedió a Pedro J. Mérida, insigne ciudadano del distrito de Cañazas.

## Creación del Distrito
Cañazas fue creado como distrito parroquial el 12 de septiembre de 1855, mediante acto en el que se legaliza la división territorial, donde la Asamblea Constituyente del Estado Federal de Panamá dispuso la creación de siete departamentos: Coclé, Colón, Chiriquí, Fábrega, Herrera, Los Santos y Panamá. El nombre de Fábrega fue dado en ese entonces a la Provincia de Veraguas hasta 1886 eliminándose el nombre de Fábrega que se le había dado a Veraguas. 
Convirtiéndose Cañazas en distrito, al igual que la ciudad de Santiago como cabecera del departamento de Veraguas; y con ellos los pueblos de Atalaya, Calobre, Herrera (actual Santa Fe), La Mesa, Montijo, Las Palmas, Ponuga, Rio de Jesús, San Francisco, Soná y Tolé. Estas disposiciones quedaron impresas en la Ley de Demarcación de Límites del 8 de septiembre de 1855, la cual fue firmada por el Presidente de la Asamblea Constituyente, Don José Fábrega Barrera y el Diputado, Don Manuel Morro. 

## Combate de Cañazas
En el contexto de la Guerra de los mil días, Cañazas como un pueblo de relevante importancia en la provincia de Veraguas, no quedó exenta del teatro bélico de la época. Con resultado de una victoria importante para las fuerzas liberales por allá por 1902. 
Cuenta la historia que después de la batalla de Vueltas Largas en Santa Fe, un general colombiano apellidado Grueso regresó derrotado con sus soldados hacia Santiago de Veraguas, desde donde dispuso enviar una guarnición de conservadores al mando del teniente Palacio para que acampara en Cañazas. Otra guarnición fue enviada a La Mesa al mando del general Obregón. 
El choque entre liberales y conservadores en Cañazas, tuvo lugar en el llano del cementerio, donde se libró un combate que duro aproximadamente dos horas. En este corto enfrentamiento conocido como el Combate de Cañazas tuvo sus efectos sanguinarios y despiadados en la cual se impuso la habilidad de los liberales. 
Las fuerzas liberales conocedoras de Cañazas era un enclave de destacados y ricos conservadores y de que el general Grueso había enviado tropas a dicho lugar; marcharon al mando de los comandantes Antonio Cabrera y Martin H. Buitrago a persuadir dicha afrenta. Al sitiar los liberales a las fuerzas conservadoras en el llano del cementerio y sin mediar palabras abrieron fuego contra ellos sin saber que por el camino real entre Santa Fe y Cañazas avanzaba un regimiento formado por 120 hombres al mando del general Victoriano Lorenzo y el general Heliodoro Vernaza, acompañados también por los señores Aníbal y Genaro Vernaza. 
Al tomar los liberales a los conservadores por sorpresa, estos últimos no tuvieron oportunidad de organizarse y el teniente Palacio luego de 2 horas de combate, al ver que eran inferiores en cantidad de combatientes y debido a las bajas y heridos que tuvieron, dio la orden de retirada en dirección al sitio denominado San Isidro con destino a La Mesa, para reagruparse con las tropas del Gral. Obregón. 
También participaron en la batalla de Cañazas el teniente abanderado Lázaro Mejía, colombiano y el sargento Basilio Morales, también colombiano. 
Durante la refriega murieron Efraín Isaac, hermano de Jorge Isaac (autor de la famosa novela María), también murieron Carmen Castillo y otro señor de apellido Díaz. Resultó herido Don Juan Bautista Castillo “Don Tita”. 
En esos tiempos ejercía las funciones de cura párroco de Cañazas el reverendo padre Policarpo Puga y de alcalde don Lupercio Ladrón de Guevara. 
El engaño fue un arma común entre liberales y conservadores; y válidos de ese engaño cometieron actos delictivos y perversos. 
Los pacíficos habitantes de Cañazas y otros pueblos veragüenses se vieron obligados a huir y esconderse en las montañas y allí hambrientos regresaban cuando pasaba el vandalismo. 
Tanto liberales como conservadores que entraban y salían en forma desordenada, cometían actos vandálicos en los pueblos indefensos de Cañazas, Santa Fe, Las Palmas y La Mesa. 
La Provincia de Veraguas formó parte activa en la lucha entre liberales y conservadores, que dejaron por todas partes saldo de muertos, desolación, luto, dolor y salvajismo en algunos distritos como: San Francisco, Santa Fe, Cañazas, Soná y Santiago. La Guerra de los Mil Días tuvo su mayor escenario en el interior del país, registrando pérdidas personales y materiales debido a las sangrientas contiendas.

## Gesta Patriótica del 11 de noviembre de 1903 en Cañazas.
Según la tradición oral le correspondió a don Albino Águila anunciar a los cañaceños: “¡somos libres, somos libres, Panamá se independizo de Colombia!”. 
Cuenta la historia que don Albino Águila, un comerciante Cañaceño que se encontraba en Santiago de Veraguas el 9 de noviembre de 1903 haciendo sus correrías y compras habituales, presenció la gesta separatista del 9 de noviembre en Santiago; quedándose a celebrar la misma; razón por la cual emprendió su viaje de regreso a Cañazas a lomo de su caballo el día 10 de noviembre para traer la noticia a los cañaceños del movimiento emancipador que había presenciado. 
Hay que señalar que en aquella época debido al abandono en que se encontraba el Departamento de Panamá de manera general, no había vías de acceso que permitieran un fácil traslado de un punto a otro de la geografía nacional y mucho menos la ruta entre Cañazas y Santiago, la cual se realizaba a lomo de bestia pasando entre algunos pueblos por Calabacito y San Marcelo, y tardaba alrededor de 24 horas.
Fue entonces cuando don Albino Águila a lomo de su caballo, a todo galope y todo enlodado, bajo una densa neblina de la mañana del 11 de noviembre de 1903 hace su entrada al pueblo de Cañazas por el llano del Corozal y gritando como un demente “¡somos libres, somos libres, Panamá se independizó de Colombia!”. 
Según Pedro J. Mérida al enterarse en Cañazas los grandecitos del pueblo decidieron reunirse con don Albino Águila, y al corroborarse la noticia, entre repiques de campanas, quema de cohetes y el griterío de alborozo general, se coreaban vivas a la patria y la célebre frase de don Albino Águila “¡Somos libres, somos libres, Panamá se independizó de Colombia!”. 
A pesar de que las autoridades tanto civiles como militares de la época obedecían a intereses estrictamente colombianos y eran quienes poseían las armas, el pueblo Cañaceño no se amilanó, se llenó de valor y se volcó a las calles a celebrar con euforia por la independencia de Panamá de Colombia en un claro acto de desafío a las autoridades pro colombianas de la época. Era el alcalde de Cañazas en esos días don Lupercio Ladrón de Guevara. 
Los cañaceños festejaron con entusiasmo porque existían las esperanzas de nuevos y mejores días para los panameños; ya que nos encontrábamos en el olvido y bajo el yugo colombiano. Mientras el pueblo lleno de júbilo celebraba, los grandecitos de Cañazas reunidos en pleno, redactaron y firmaron un documento por medio del cual el pueblo Cañaceño se unía a la gesta de adhesión de la separación de Panamá de Colombia del 3 de noviembre de 1903.
En el documento encontrado en los Archivos Nacionales de la República, se plasma la adhesión de Cañazas en los siguientes términos: “Congratulados por la fundación de la República Istmeña, nos adherimos con júbilo y entusiasmo al movimiento trascendental ocurrido en Panamá, el día 3 de noviembre, separando el Istmo de la República de Colombia”. 
El acta tiene fecha del 11 de noviembre de 1903 y aparecen las firmas de notables ciudadanos, entre los que se destaca José de la Cruz Mérida, a quien se le atribuye la redacción del documento y que ha sido honrado porque la escuela primaria de Cañazas lleva su nombre. 
Por su parte, en Cañazas desde el año 2000 se celebra el acto de adhesión, gracias a la sagacidad y sed de conocimiento del profesor e historiador Alexis de Gracia, a quien se acredita el haber redescubierto el acta que se redactó en el heroico pueblo de Cañazas aquel 11 de noviembre de 1903; el cual ahora celebramos con mucho orgullo gracias a la firmeza y tenacidad que demostraron estos valientes cañaceños. 
Hoy en día se celebra el “Grito del heroico pueblo Cañaceño del 11 de noviembre de 1903” con actividades cívicas, folclóricas, culturales, competencias de atletismo, ciclismo, maratón y un desfile que es la atracción de propios y extraños; en la cual participan delegaciones y colegios de todo el país. 

## Cultura y Religión
La cultura del distrito de Cañazas está íntimamente arraigada con la religión. La religión profesada por los habitantes de Cañazas, es católico-cristina, mayormente católica en un 97% de la población. Esto se debe, a la descendencia de españoles, llegados en los tiempos de la Colonia. 
El poblado de Cañazas en Veraguas está de fiesta el día 3 de Diciembre con la celebración de la fiesta en honor a San Francisco Javier, patrono del distrito.
Las comunidades campesinas se trasladan hasta el centro del poblado, donde le rinden honores a su patrono y participan en una procesión, donde decoran las andas con insumos agropecuarios y folclóricos. Además cada comunidad acompaña su andita del patrono con música en vivo de acordeón, tambor, guitarra, guaracha, etc. 
Al final del día se premian las andas con los arreglos más creativos, como reconocimiento al esfuerzo de las comunidades. Algunas de las celebraciones eclesiales son las fiestas de nuestro segundo patrono San Roque el 16 de agosto; también San Judas Tadeo, Divino Niño Jesús, Virgen del Carmen, San Isidro Labrador, San Antonio de Padua, Don Bosco el 31 de enero, La Medalla Milagrosa, el Día de la Cruz, Semana Santa, etc. 
Durante la Semana Santa se realizan diversas actividades alusivas al día que se celebra; entre las que podemos mencionar el Domingo de Ramos y la entrada de Jesus Triunfante en su caballito por las principales calles del poblado, haciendo sonar sus pitos de penca. Evento este que reciben cientos y cientos de peregrinos de todas las regiones del distrito y de la provincia. 
Forman parte de la Cultura de este distrito las representaciones folclóricas como podemos mencionar: Conjuntos típicos, bailes típicos con artistas de fama nacional, corridas de toros, cabalgatas, barreras con ganado bravo, peleas de gallos, y se realizan actividades en la pista de lazo propias de las mismas. 
Cañazas es un pueblo con mucha cultura e historia, también se realizan otras actividades culturales como Miss Chiquitita, escogencia de la Señorita 11 de Noviembre, actividades deportivas en el gimnasio del poblado, especialmente durante el verano; además en la escuela primaria se celebra entre otras actividades la Feria de los Valores, donde se escoge a una reina de los primeros grados.

### Feria de San Francisco Javier
A inicios del mes de diciembre en este poblado se celebra la "Feria de San Francisco Javier", en donde sus habitantes promocionan y venden artesanías como sombreros, vestidos y otros artículos de la región, además cultivos como legumbres, verduras, frutas, granos, etc. Los lugareños y residentes de áreas cercanas asisten a este evento, también para tomar ventaja de los bajos precios de los productos que se venden en esta feria, la cual se realiza en el parque central del poblado. 
Uno de los principales atractivos de esta feria y la cual genera mucha expectativa entre parroquianos y forasteros, son las famosas rifas de reses y cerdos, los cuales son donados por distintos productores del sector, y cuyos dineros recaudados van directo a las arcas de la parroquia.

## División Político-Administrativa
El distrito de Cañazas está conformado por ocho corregimientos:
- Cañazas
- Cerro de Plata
- Los Valles
- San Marcelo
- El Picador
- San José
- El Aromillo
- Las Cruces

## Gobierno y Política
El distrito de Cañazas, responde a la organización político-administrativa de la provincia de Veraguas. El distrito de Cañazas junto a los distritos de Calobre, San Francisco y Santa Fe, responden a la jurisdicción electoral del circuito 9-3 de la Asamblea Nacional de Diputados. El diputado es el representante de la población ante este Órgano del Estado. Es elegido por votación popular para un periodo de cinco años. 

### Diputados
Últimos diputados que han representado al distrito de Cañazas ante la Asamblea Nacional de Diputados. Eddy Londoño (1999-2004), Pedro Miguel González (2004-2009), Francisco "Pancho" Brea Clavel (2009-2014). Pedro Miguel Gonzalez ( 2014- 2019).
Actualmente la responsabilidad del cargo de diputado del circuito 9-3 recae sobre el Licenciado Eugenio Bernal Ortiz (2019-2024).

### Alcaldes
Últimos alcaldes del distrito de Cañazas elegidos por votación popular. Euris Amores (1994-1999), Maura Lemos de Guevara (1999-2004), Nelson Martínez (2004-2009), Eugenio Bernal Ortiz (2009-2014) (2014-2019).
El alcalde de Cañazas en la actualidad es Anel Alvarado y el Vicealcalde es el Profesor. Enselmo peña El alcalde es el jefe administrativo, elegido por votación popular para un periodo de cinco años.

### Autoridades Locales
Los representantes de corregimiento de Cañazas son: 
- Anel Alvarado (Cañazas Cabecera) 4,836 habitantes
- Juan Sánchez (Cerro de Plata)
- Jose Idiano  (El Aromillo)
- Franklin Rodríguez (El Picador) 3,065 habitantes.
- Jose Issac Mendez (Las Cruces)
- Enereida Sanjur (Los Valles) 1,200 habitantes
- Ramiro Fábrega (San Marcelo)
- Jose Concepción (San José)

## Economía
Una de las fuentes de empleo en el distrito de Cañazas es la minería, también se practica la ebanistería, en la cual entre otros productos se elaboran muebles de pino, se trabaja la talabartería a menor escala, al igual que la producción de arroz, café, maíz, yuca y sandía.
La producción maderera en el corregimiento de Los Valles es de gran importancia. El transporte público local es bastante lucrativo.
Gran parte de la economía de la región es generada por los empleos gubernamentales, así como del comercio local, la ganadería y recursos económicos enviados a sus familiares por ciudadanos cañacenos que laboran en la Ciudad de Panamá y en el exterior (profesionales, obreros, entre otros).

## Personajes Célebres
- S.E.R. Monseñor Tomas Alberto Clavel Méndez. Primer Arzobispo Panameño nacido en Panamá.
- Don José De La Cruz Mérida. Abnegado Educador y Prócer.
- Don Pedro J. Mérida. Educador, escritor, historiador y hombre de Letras.
- Don Emilio Clavel Méndez. Abnegando Educador y Científico Cañaceño.
- Don Antonio M. Alvarado M. “Compa Toño Alvara’o” Gran impulsor del progreso en Cañazas, Comerciante, Ganadero, Benefactor y Filántropo.
- Inocente “Chente” Sanjur. Músico, Compositor y Acordeonista de música típica.
- Odín “El Bionico” Londoño: Jinete y Entrenador hípico.
- Augusto Alvarado. Atleta de alto rendimiento de Lucha Grecorromana.
- Don Candelario Rodríguez. Gran estadista y Servidor del Pueblo Cañaceño.
- Belisario Rodríguez Camarena, Periodista y uno de los primeros 507 Representante de Corregimiento del país, quienes firmaron la Constitución de Panamá.
- Arcadio Camaño. Trovador vernacular.
- Monseñor Audilio Aguilar, Obispo de Veraguas.
- Eurípides de la Rosa, compositor de música típica.
- Genaro Camaño, Trovador de la décima Panameña.
- Elio Camarena, distinguido jurista a nivel nacional e internacional.
- Luis Carlos Reyes, Magistrado de la Corte Suprema de Justicia
- Florentino "TINO" Sanjur, trovador, escritor y poeta, entre sus grandes obra se destacan "Un Barco sin Timón" y "Cuando el Teléfono Suena".